# Изгрев (1913)
Вижте пояснителната страница за други значения на Изгрев.
„Изгрев“ (изписване до 1945 година: Изгрѣвъ) с подзаглавие Политико-обществен ежедневник е български вестник, излизал от 2 до 30 октомври 1913 година в София под редакцията на Никола Наумов.
| Годишнина | Броеве | Дата                               |
| --------- | ------ | ---------------------------------- |
| I         | 1 – 30 | 2 октомври 1913 – 30 октомври 1913 |

„Изгрев“ е новинарски вестник, стоящ на националистически позиции. Има уклон към Демократическата партия и отделя значително място на Македонския въпрос, на българско революционно движение в Македония, както и на арменските революционни борби. Излиза едновременно с „Политика“, който първоначално е смятан за негово вечерно издание.